# 얀 올셰프스키

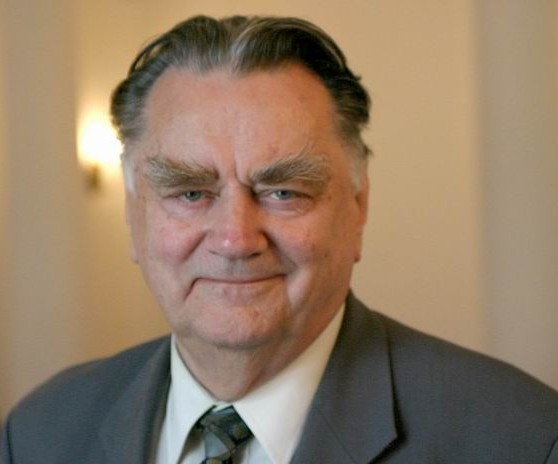

얀 페르디난트 올셰프스키(Jan Ferdynand Olszewski, 1930년 8월 20일 ~ 2019년 2월 7일)는 폴란드의 정치인이자 변호사였다. 1991년 12월부터 1992년 6월까지 약 5개월 간 폴란드의 총리직을 역임했으며 이후 보수주의 정당인 폴란드 재건운동의 주도적 인물이 되었다.